# Liste des centrales électriques en Côte d'Ivoire
 (juin 2024).
Si vous disposez d'ouvrages ou d'articles de référence ou si vous connaissez des sites web de qualité traitant du thème abordé ici, merci de compléter l'article en donnant les références utiles à sa vérifiabilité et en les liant à la section « Notes et références ».
La liste répertorie les centrales électriques en Côte d'Ivoire.    

## Contexte
La majorité de la production d'électricité (environ 72,5 %) en Côte d'Ivoire se fait par l’intermédiaire de centrales électriques brûlant du gaz naturel. Les 27,5 % restants de la production sont issues de l'hydroélectricité. En 2024, la capacité de production électrique installée s'élevait à 2 909 mégawatts pour un taux d'accès national de  80.2 % en 2023 selon l'agence internationale de l'énergie.
Elle est produite par  des centrales thermiques à 1 996 MW, hydroélectrique 883 MW et de la  centrale solaire photovoltaïques de 37,5 MW de Boundiali.
Rapporter à ses 29.5 millions d'habitants, la production électrique de la Cote d'Ivoire est très faible comparée aux autres puissances électriques régionales. Elle n'est que de  98 w par habitant en cote d'Ivoire  alors qu'elle est de  161 w par habitant au Ghana et 135 w par habitant au Sénégal.
En 2027, l'extension de la centrale solaire de Boundiali par l'allemand KfW, la mise en service de la centrale solaire de 52 MW  à Sokhoro, la construction d'une autre centrale de 50 MW par l’Émirati AMEA à Bondoukou ainsi que le mise en service des barrages de Gripo-Popoli de 112 MW, de Singrobo (44 MW), devraient augmenter la puissance installée à 3 127 MW.
Le pays vend environ 11 % de sa production à ses voisins. Seuls 2 500 MW sont destinés à la consommation de ses 30 millions d'habitants, à la production du Maroc et ses 14 000 MW de puissance installée (soit 32 650 GWh de production annuelle en 2023) avec une population équivalente.
Le pays devrait atteindre une puissance installée de 3 358 MW à l'horizon 2030 grâce à la signature d'une convention avec Starenergie pour une production additionnelle de 372 MW.
En 2005, la production d'électricité a dépassé les besoins du pays. 5,31 milliards de kilowattheure d'électricité ont été produites, dont le pays a consommé  2,9 milliards de kWh. L'exportation d'électricité se fait par le biais du pool énergétique ouest-africain.

## Capacité installée et production annuelle
En 2011, la Côte d'Ivoire est classée 114e au monde en termes de production annuelle avec 5,87 milliards de kWh et 116e en termes de puissance installée avec 1 522 MW.

## Liste de centrales par type d'énergie

### Gaz naturel
| Centrale électrique           | Communauté | Coordonnées                                  | Capacité (MW) | Année complétée |
| ----------------------------- | ---------- | -------------------------------------------- | ------------- | --------------- |
| Centrale électrique de Ciprel |            |                                              | 556           | 1985-2015       |
| Azito Power Station           |            | 5°18′07″N 4°04′31″W / 5.3020741°N 4.075413°W | 710           | 1999-2022       |
| Centrale électrique de Vridi  |            |                                              | 240           | 1984-2023       |
| Karpowership                  |            |                                              | 100           | 2022            |
| Atinkou                       |            |                                              | 390           | 2024            |

### Hydroélectricité
| Station hydroélectrique | Coordonnées                                                                                | Type      | Nom du réservoir   | Situation géographique | Capacité (MW) | Année complétée |
| ----------------------- | ------------------------------------------------------------------------------------------ | --------- | ------------------ | ---------------------- | ------------- | --------------- |
| Barrage de Soubré       | 05°48′13″N 06°39′22″W / 5.80361°N 6.65611°W de 05°48′13″N 06°39′22″W / 5.80361°N 6.65611°W | Réservoir |                    | Fleuve Sassandra       | 275           | 2017            |
| Barrage de Taabo        | 06°12′38″N 05°05′02″W / 6.21056°N 5.08389°W                                                | Réservoir | Réservoir de Taabo | Fleuve Bandama         | 210           | 1979            |
| Barrage de Kossou       | 07°01′32″N 05°28′19″W / 7.02556°N 5.47194°W                                                | Réservoir | Lac Kossou         | Fleuve Bandama         | 176           | 1973            |
| Barrage de Buyo         | 06°14′32″N 07°02′05″W / 6.24222°N 7.03472°W                                                | Réservoir | Réservoir Buyo     | Fleuve Sassandra       | 165           | 1980            |
| Barrage d'Ayamé 2       | 05°34′55″N 03°09′32″W / 5.58194°N 3.15889°W                                                | Réservoir |                    | Fleuve Bia             | 30            | 1965            |
| Barrage d'Ayamé 1       | 05°36′12″N 03°10′12″W / 5.60333°N 3.17000°W                                                | Réservoir |                    | Fleuve Bia             | 22            | 1959            |
| Barrage de Faye         |                                                                                            |           |                    | Rivière San Pedro      | 5             | 1983            |

,

### Biomasse
Une centrale électrique à biomasse d'une capacité de 25 MW est en cours de développement en 2022  à Boundiali.